# Blowin' in the Wind
Blowin' in the Wind är en sång skriven av Bob Dylan. Bob Dylan skrev sången och framförde en version med två verser; dess första framförande inför allmänheten, i Gerde's Folk City den 16 april 1962, vilken spelades in av samlare. Strax därefter lade han till en vers.
I studioversion kunde den först höras på albumet The Freewheelin' Bob Dylan från 1963. Den finns även på flera live- och samlingsalbum av Dylan, däribland Bob Dylan's Greatest Hits, Before the Flood och At Budokan.
Fastän låten brukar räknas som en protestsång tar den upp filosofiska frågor om fred, krig och frihet utan att försöka ge något konkret svar. Refrängen "The answer, my friend, is blowin' in the wind" har beskrivits som "ogenomträngligt dubbeltydig: antingen är svaret så enkelt att det finns framför ditt ansikte, eller så är det så ogripbart som vinden".. Inte heller nämns någon speciell händelse.
Tidningen Rolling Stone utnämnde 2004 "Blowin' in the Wind" till världens 14:e bästa låt genom tiderna.

## Album
- The Freewheelin' Bob Dylan - 1963
- Bob Dylan's Greatest Hits - 1967
- Before the Flood - 1974
- At Budokan - 1979
- Biograph - 1983
- The 30th Anniversary Concert Celebration - 1993
- The Essential Bob Dylan - 2000
- The Bootleg Series Vol. 5: Bob Dylan Live 1975, The Rolling Thunder Revue - 2002
- The Bootleg Series Vol. 6: Bob Dylan Live 1964, Concert at Philharmonic Hall - 2004
- The Best of Bob Dylan - 2005
- Dylan - 2007

## Coverversioner
Ett stort antal coverversioner har gjorts genom åren. 
- Chad Mitchell Trio, på albumet Blowin' in the Wind, (1963)
- Peter, Paul and Mary, på albumet In the Wind, (1963).
- Bob Harter, (1963)
- Odetta, på albumet "Odetta Sings Folk Songs", (1963)
- Johnny Mann Singers, på albumet "Golden Folk Song Hits Vol.3.", (1964)
- Cher, på albumet All I Really Want to Do (1965)
- The Merrymen, på albumet "Introducing The Merrymen", (1965)
- Robert DeCormier Folk Singers, på albumet "The Folk Album", (1966)
- New Christy Minstrels, på albumet "New Kick!", (1966)
- Stevie Wonder, på Up-Tight (1966)
- Marlene Dietrich
- The Hollies, på Hollies Sing Dylan (1969)
- Neil Young & Crazy Horse, på Weld (1991)
- Brothers Four (1996)
- The Seekers, (1997)
- Dolly Parton på albumet Those Were the Days (2005) Dolly Parton sa i en intervju till CNN att hon skulle vilja sjunga duett med Bob Dylan, men Bob Dylan tackade nej   ).
- Bluegrasstrion Nickel Creek.
- Tore Lagergren skrev en text på svenska som heter Och vinden ger svar, vilken låg på Svensktoppen i två omgångar under 1963, först i inspelning av Otto, Berndt och Beppo med åttondeplats den 12 oktober samt av Lars Lönndahl under perioden 9-15 november med sjätte- och sjundeplats [2], både även släppta på singel som A-sida under 1963. Denna textversion har bland annat även spelats in av Sven-Ingvars som B-sida till singeln Du ska tro på mej, släppt i mars 1967 [3]. Med denna text låg låten även på Svensktoppen 1970, då med Michael med Salt och peppar.[4]
- Ziggy Marley på tributeskivan Chimes of freedom.

## Senare i politiken
- Sången var en av de populäraste fredssångerna från 1960-talet och Vietnamkriget. Under protesterna mot Irakkriget som började 2003, noterade många reportrar att många som protesterade hellre återanvände sånger som "Blowin' in the Wind" än att skriva nya.[5]